# Janka Djagileva
Jana Stanislavovna Djagileva, detta Janka (in russo Яна Станиславовна Дягилева, Янка?, traslitterazione anglosassone Yanka Dyagileva; Novosibirsk, 4 settembre 1966 – Novosibirskij rajon, 9 maggio 1991), è stata una cantautrice e poetessa sovietica, tra le personalità più importanti della scena punk russa del suo tempo.

## Discografia
- 1988 - Ne položeno
- 1988 - Deklassirovannym ėlementam
- 1989 - Prodano!
- 1989 - Domoj!
- 1989 - Angedonija
- 1991 - Styd i sram

### Registrazioni dal vivo (parziale)
- 1988 - Concerto a Kurgan
- 1989 - Krasnogvardejskaja
- 1989 - Concerto a Char'kov
- 1990 - Concerto con i Graždanskaja Oborona al MĖI